# Джуберт, Джон
Джон Джу́берт (2 июля 1963 года — 17 июля 1996 года) — американский серийный убийца.

## Биография
Джон Джуберт родился 2 июля 1963 года в городе Лоуренс штата Массачусетс. Когда Джону было 6 лет, его родители развелись. Мать запрещала Джону видеть отца. Джон был одиноким мальчиком, ни с кем не общался, читал много криминальных журналов.
Мать была деспотичной, жёстко контролировала каждую мелочь в его поведении. В 1974 году мать с Джоном переехала в город Портленд штата Мэн. В период полового созревания Джон имел тайные гомосексуальные отношения с другим подростком, который вскоре уехал, что травмировало юного Джона. Он стал ненавидеть женщин, и в 13 лет Джон начал мелкие преступления — ударил карандашом девочку и возбудился её болью и криками. На следующий день с этой же целью порезал лезвием другую девочку, проезжая мимо неё на велосипеде. В другой раз он избил и почти задушил мальчика, но тому удалось отбиться и уйти. Джон дошёл до ножа — стал бить детей ножом, наносил раны, чем даже привлекал внимание полиции.
Джуберт совершил первое убийство в 19 лет, 22 августа 1982 года в Портленде. Жертвой был 11-летний Ричи Стетсон. Он бегал трусцой и не вернулся до темноты. Его родители вызвали полицию. Труп был обнаружен на следующий день в стороне от автотрассы. Следствие пришло к выводу, что убийца попытался раздеть мальчика, затем ударил его один раз ножом и задушил. За это убийство был арестован Джуберт, но отпечатки его зубов не совпадали с отпечатками на трупе, а других убедительных улик не было. Поэтому через полтора года после задержания Джуберта отпустили на свободу.

## Арест
Джуберт убил ещё двух мальчиков. Он был пойман благодаря свидетельнице, которая увидела его беспорядочно ездившим на автомашине около места последнего убийства. Она записала номер. Полиция обыскала дом Джуберта и нашла там доказательства его вины, после чего арестовала подозреваемого. Джуберт был приговорен к смертной казни на электрическом стуле.
17 июля 1996 года он был казнён. При этом на его голове вздулся 4-дюймовый (10 см) мозговой пузырь и пузыри на коже по бокам головы выше ушей. Это обстоятельство вновь открыло дискуссию о казни путём электрического стула.